# Metynnis maculatus
Metynnis maculatus är en fiskart som först beskrevs av Kner, 1858.  Metynnis maculatus ingår i släktet Metynnis och familjen Characidae. Inga underarter finns listade i Catalogue of Life.